# Nådendals församling
Nådendals församling (finska: Naantalin seurakunta) är en evangelisk-luthersk församling i Nådendal i Egentliga Finland. Sedan 2009 hör församlingen till Nådendals kyrkliga samfällighet, dess huvudkyrka är den medeltida Nådendals klosterkyrka. Församlingens verksamhetsspråk är finska men till exempel julgudstjänst har hållits på svenska i Nådendal i samarbete med Åbo svenska församling.
Jani Kairavuo är församlingens kyrkoherde. Nådendals församling har cirka 20 anställda och cirka 11 400 medlemmar (2021). Nådendals församling hör till Åbo ärkestift och Nousis prosteri.